# Kid Sheik

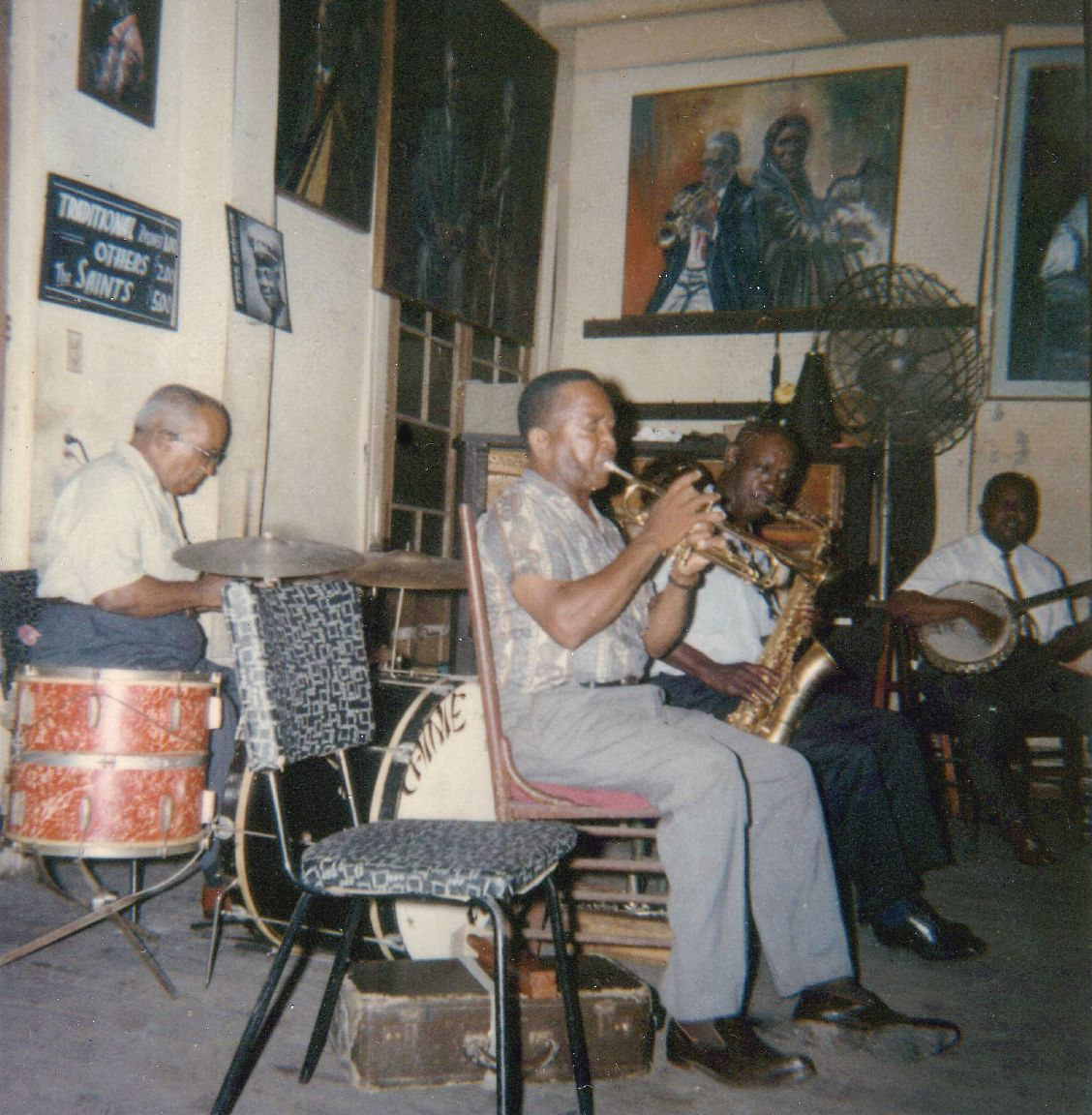
Kid Sheik op trompet (midden), tijdens een optreden in de Preservation Hall in 1965

George Colar, artiestennaam Kid Sheik of Kid Sheik Cola (15 september 1908 - 7 november 1996) was een Amerikaanse trompettist die dixieland-jazz speelde. Hij was lange tijd lid van de Preservation Hall Jazz Band.
Colar had informeel les bij Wooden Joe Nicholas en leidde enige tijd een eigen band. In de periode 1943-1945 studeerde hij aan de US Air Force Music School. Later dat decennium werkte hij met George Lewis. In de jaren vijftig was hij lid van onder meer de Eureka Brass Band. In zijn loopbaan werkte hij verder met onder meer de Olympia Brass Band van Harold Dejan en Louis Armstrong. In de jaren zestig had hij eigen groepen, The Swingsters en de Storyville Ramblers, waarmee hij ook opnames maakte. Vanaf het einde van de jaren zestig speelde hij met Captain John Handy. In de jaren zeventig en tachtig was hij regelmatig actief in de Preservation Hall Jazz Band. Colar heeft verschillende keren getoerd in Europa.
In latere jaren was hij getrouwd met de pianiste Sadie Goodson.

## Discografie (selectie)
- Kid Sheik in England, Jazz Crusade
- Cleveland and Boston 1960-1961, American Music/American Recordings, 1994
- First European Tour, GHB Records, 1995
- Kid Sheik with Charlie Love and His Cado Jazz band 1960, 504 Records, 1999
- Kid Sheik's Swingsters, American Music, 1999
- In the Groove (met Captain John Handy en Barry Martyn), GHB Records, 2007 ('albumpick' Allmusic.com)